# Голанов, Владимир Евгеньевич
Владимир Евгеньевич Голанов (1928-1997) — генеральный директор Всесоюзного объединения «Продинторг», Герой Социалистического Труда (05.08.1982).

## Биография
Окончил Институт внешней торговли (1950).
Работал в торговом представительстве СССР в Швеции (1953—1957), начальником отдела торгового представительства СССР в Швеции, заместителем торгового представителя СССР в Швеции (1960—1966) заместителем председателя В/О «Лицензинторг», торговым представителем СССР в Республике Куба (1971—1975).
С декабря 1975 по 1984 год генеральный директор Всесоюзного объединения «Продинторг», через которое проходили закупки за рубежом мяса, сахара и многих других продовольственных товаров.
В 1984 году обвинен в заключении ряда невыгодных контрактов (в том числе в закупке мяса во Франции и в Германии по ценам выше мировых) и переведён референтом в Управление торговли с западными странами МВТ (отдел развития торговых отношений с Великобританией).
В 1988—1992 первый зам. председателя Президиума ТПП СССР.
Герой Социалистического Труда (05.08.1982). Указом от 7 февраля 1978 года награждён Почётной Грамотой Президиума Верховного Совета РСФСР.
Владел английским, французским и шведским языками.
Жена - Дина Васильевна.